# マフムード・ミラン
マフムード・ミラン（Seyed Mahmoud Reza Miran Fashandi、 1974年2月25日-) はイラン出身の柔道選手。現役時代は100kg超級の選手。身長190cm。体重120kg。

## 人物
1994年のアジア大会では決勝で日本の金野潤に判定で敗れるも2位となった。1997年の世界選手権では準決勝で日本の篠原信一に反則負けするなどして5位にとどまった。1998年のアジア大会では決勝で篠原に内股すかしで敗れて2位となった。2000年のシドニーオリンピックでは初戦でドイツのフランク・モラーに判定で敗れた。2001年の世界選手権は準決勝でロシアのアレクサンドル・ミハイリンに大腰で敗れるも3位となった。2004年のアテネオリンピックでは準決勝でロシアのタメルラン・トメノフに燕返で敗れると、3位決定戦でもオランダのデニス・ファンデルヘーストに合技で敗れて5位に終わりメダルを獲得できなかった。2006年のアジア大会では無差別で優勝を飾った。

## 主な戦績
(階級表記のない大会は全て95kg超級及び100kg超級での成績)
- 1993年 - アジア選手権　95kg超級　3位　無差別　3位
- 1994年 - アジア大会　2位
- 1996年 - アジア選手権　95kg超級　3位　無差別　優勝
- 1997年 - 世界選手権　5位
- 1998年 - オランダ国際　3位
- 1998年 - グルジア国際　2位
- 1998年 - アジア大会　2位
- 1999年 - オランダ国際　2位
- 1999年 - アジア選手権　3位
- 2000年 - ハンガリー国際　優勝
- 2000年 - アジア選手権　100kg超級　3位　無差別　2位
- 2001年 - オランダ国際　2位
- 2001年 -　オーストリア国際　優勝
- 2001年 - 世界選手権　3位
- 2001年 - 韓国国際　優勝
- 2002年 - アジア大会　100kg超級　2位　無差別　3位
- 2003年 - アジア選手権　3位
- 2004年 - フランス国際　優勝
- 2004年 - アテネオリンピック　5位
- 2005年 - アジア選手権　無差別　3位
- 2006年 - アジア大会　無差別　優勝
- 2007年 - アジア選手権　無差別　2位
- 2008年 - アジア選手権　無差別　2位